# Giovanni Borgia (Infans Romanus)
Giovanni Borgia (span. Juan de Borja, * März 1498; † 1547 oder 1548), genannt Infans Romanus, von 1501/1502 bis 1503 Herzog von Camerino, Nepi und Palestrina, war ein Mitglied der Familie Borgia, höchstwahrscheinlich ein unehelicher Sohn Papst Alexander VI. (Rodrigo Borgia), der ihn in einer geheimen päpstlichen Bulle vom 1. September 1501 als seinen Sohn anerkannte. Laut einem zeitgenössischen Gerücht war Giovanni jedoch der heimliche, uneheliche Sohn von Alexanders Tochter Lucrezia mit ihrem Liebhaber Perotto oder gar mit ihrem Vater oder Bruder Cesare.
Giovanni wurde geboren, als Papst Alexander und seine älteren Kinder Cesare und Lucrezia sich auf dem Höhepunkt ihrer Macht befanden und in ganz Europa berühmt-berüchtigt waren. Alexander bedachte Giovanni 1501, im Alter von nur drei Jahren, mit dem Herzogtum Camerino, welches er aus Ländereien erschuf, die Cesare während seiner Feldzüge erobert hatte. Nach Alexanders Tod im Jahr 1503 ging der Stern der Borgia in Italien jedoch unter und Giovanni wurde das Herzogtum wieder aberkannt. Giovanni musste mit Cesare und drei weiteren Borgiakindern aus dem von Feinden belagerten Vatikan in die befestigte Engelsburg fliehen.
Als Cesare wenig später gefangengesetzt wurde, nahm sich Lucrezia, inzwischen Herzogin von Ferrara, der Kinder an. Sie nahm Giovanni als ihren Bruder am Hof in Ferrara auf und sorgte für seine Ausbildung. Ihr Versuch, ihm später eine Stellung am französischen Hof zu verschaffen, scheiterte jedoch, und nach ihrem Tod blieben auch Giovannis Bestrebungen, sein verlorenes Herzogtum gerichtlich einzuklagen, erfolglos. Er starb als unbedeutender Mann im Jahr 1547 oder 1548.

## Mysteriöse Herkunft
Die Ungereimtheiten um Giovannis Herkunft und seine Geburt rühren von einer Reihe widersprüchlicher, zeitgenössischer Dokumente und Gerüchte über ihn her. Die Wahrheit ist heute nicht mehr zweifelsfrei zu ermitteln, Historiker sind sich jedoch einig darin, dass Giovanni wohl der Sohn Papst Alexanders gewesen sein muss und nicht seiner Tochter Lucrezias.
Das Gerücht, er sei Lucrezias Sohn, entstand im März 1498. Zu dieser Zeit berichtete der Botschafter von Ferrara, dass Lucrezia ein Kind zur Welt gebracht habe. Dies war eine besonders pikante Neuigkeit, denn Papst Alexander hatte erst im Dezember eine Scheidung Lucrezias von ihrem Mann Giovanni Sforza durchgesetzt – mit der Begründung, ihr Gatte sei impotent, in Wahrheit jedoch, weil die Ehe für ihn politisch nutzlos geworden war. In Rom ging daraufhin bald das Gerücht um, Lucrezias angebliches Kind sei von einem Liebhaber namens Pedro de Calderon (genannt Perotto), einem Diener des Papstes, der im Februar zusammen mit Lucrezias Zofe ermordet aus dem Tiber gefischt worden war (eine Tat, für die man ihren Bruder Cesare verantwortlich hielt). Ein anderes Gerüchte behauptet, das Kind sei einer inzestuösen Verbindung Lucrezias mit ihrem Vater entsprungen, eine Idee, die vermutlich aufkam, nachdem Lucrezias geschiedener Mann dem Papst vorgeworfen hatte, er habe die Scheidung nur veranlasst, um Lucrezia für sein eigenes Bett haben zu können. Da Giovanni Borgia im Jahr dieses Gerüchts geboren wurde, glaubten viele Italiener, er sei Lucrezias heimliches Kind.

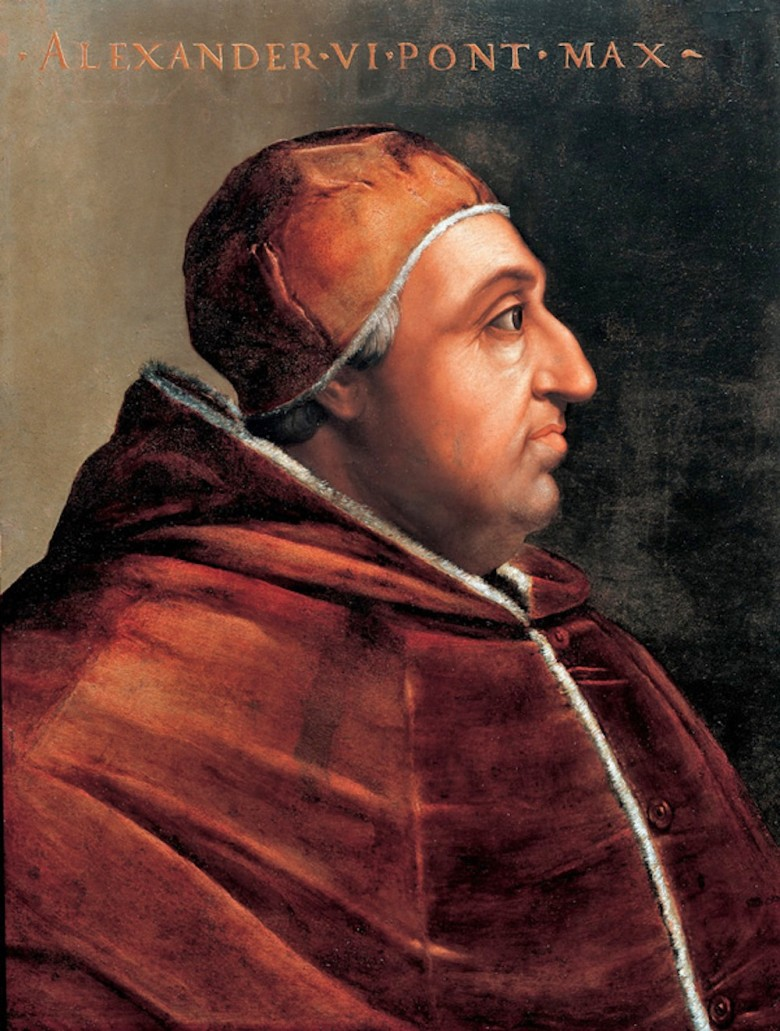
Rodrigo Borgia, Papst Alexander VI.

Der Papst selbst legitimierte Giovanni jedoch drei Jahre später als seinen eigenen Sohn. Er ließ am 1. September 1501 zwei päpstliche Bullen anfertigen, eine davon wurde veröffentlicht, die andere blieb geheim. (Lucrezia, die öffentlich für Giovannis Mutter gehalten wurde, nahm später für ihre dritte Ehe Kopien beider Bullen mit sich nach Ferrara.) Die öffentliche Bulle richtete sich an Joanni de Borgia, Infanti Romano. Sie beschrieb Giovanni als ein Kind von drei Jahren und als den unehelichen Sohn Cesare Borgias, „unverheiratet“, mit einer – wie in solchen Fällen üblich – nicht namentlich genannten Frau, ebenfalls „unverheiratet“. Die zweite, geheime Bulle dagegen bezeichnete Giovanni als den Sohn des Papstes und somit als Cesares und Lucrezias Bruder, mit dem Wortlaut: „Da du diesen Makel [der unehelichen Geburt] nicht vom vorgenannten Herzog [Cesare Borgia] trägst, sondern von uns und der besagten Frau, welches wir aus guten Gründen nicht im vorangegangenen Schreiben auszudrücken wünschten.“
Die Methode zweier sich widersprechender Bullen zur Legitimierung eines Kindes hatte Alexander bereits im Jahr 1493 bei der Legitimierung Cesares angewendet, der nun öffentlich zu Giovannis Vater erklärt wurde. Im Gegensatz zum Papst war es für Cesare als unverheiratetem Mann kein Skandal, Vater eines unehelichen Kindes zu sein. Die erste Bulle diente somit der Vermeidung eines öffentlichen Skandals, während durch die zweite dennoch Giovannis Recht als Erbe seines Vaters gesichert werden sollte.

## Leben

### Frühe Jahre
Giovanni Borgias Familie waren Katalanen aus Spanien, die im 15. Jahrhundert nach Italien auswanderten und dort erfolgreich in Konkurrenz mit den mächtigen italienischen Adelsfamilien traten. Sie pflegten jedoch immer ihre spanischen Wurzeln und selbst der spätgeborene Giovanni sprach Katalanisch, die Sprache, die von den italienischen Borgia innerhalb der Familie verwendet wurde. Auch unterschrieb er seine Briefe stets mit Juan de Borja, der spanischen Version seines Namens. Vermutlich war er nach Juan Borgia, dem Lieblingssohn des Papstes, benannt worden, der im Jahr vor Giovannis Geburt ermordet wurde.

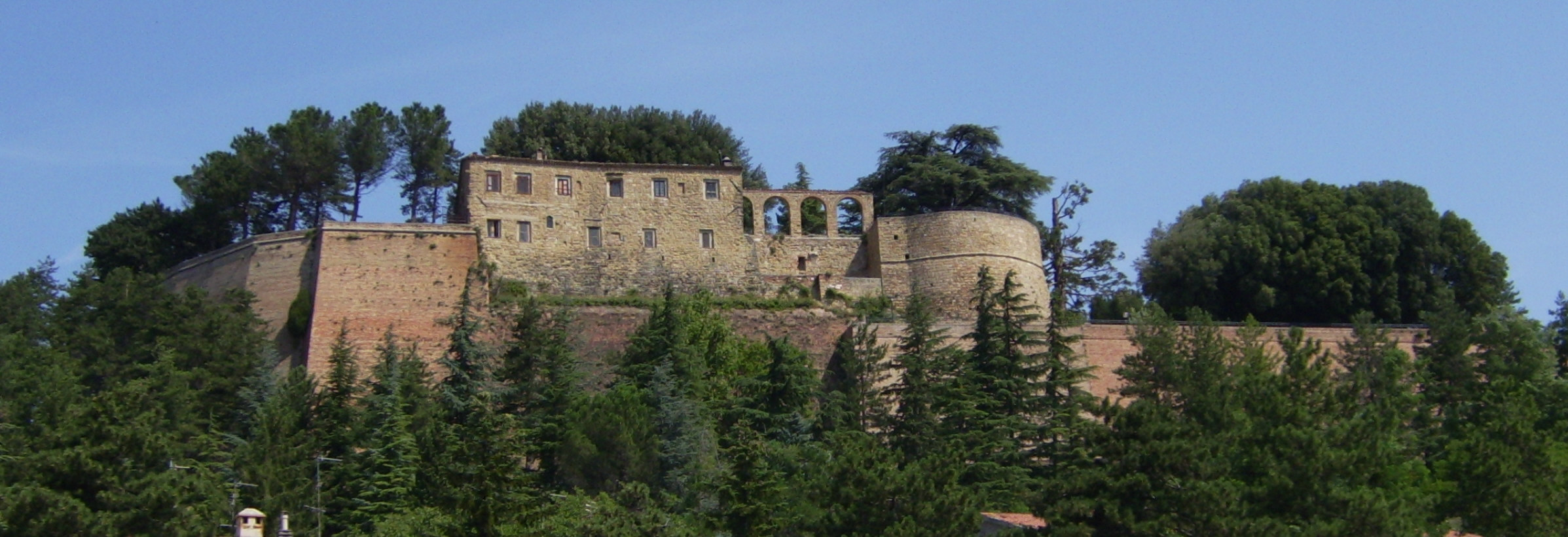
Die Festung Rocca del Borgia in Camerino; 1503 von Ludovico Clodio für Cesare Borgia erbaut

Als Giovanni drei Jahre alt war, belehnte Papst Alexander ihn mit mehreren eigens für ihn geschaffenen Herzogtümern. Rodrigo Borgia, der 1492 die Papstwürde erlangt hatte, war notorisch bekannt dafür, öffentlich, auf unerhörte Weise und mit „grenzenloser Gier das Vorankommen seiner Kinder, die er abgöttisch liebte“ zu betreiben, indem er sie mit Titeln und Ländereien überhäufte. Am 2. September 1501, einen Tag nach seiner Legitimierung, setzte Alexander Giovanni als Herzog von Nepi und Palestrina ein, mit anhängigen Ländereien, die er den Familien Gaeteni und Colonna enteignet hatte. Als sein Sohn Cesare während seiner Romagna-Kampagne im Jahr 1502 den 82-jährigen Giulio Cesare da Varano aus seinem Fürstentum Camerino vertrieb und strangulieren ließ, nutzte er die Gelegenheit, um Giovanni noch einen weiteren Titel zu verschaffen, und übergab ihm auch Camerino als Herzogtum. Kurz nach Lucrezias Hochzeit mit Alfonso d’Este entzog Alexander zudem Ranuccio degli Ottoni zugunsten Giovannis seinen Besitz in Macerata.
Giovanni stand zusammen mit Lucrezias Sohn Rodrigo Bisceglie unter offizieller Vormundschaft Kardinal Cosenzas und ab November 1501, als Vorbereitung auf Lucrezias Ehe mit Alfonso d’Este, auch unter der Vormundschaft von Alfonsos Bruder, Kardinal Ippolito I. d’Este. Die beiden kleinen Jungen teilten sich vermutlich einen Haushalt, denn Lucrezia bestellte von Ferrara aus am 9. August 1502 zwei violette Seidenumhänge für sie.

### Nach dem Niedergang der Borgia
Bereits 1503, nur ein Jahr nach Giovannis Erhebung zum Herzog von Camerino, starb Papst Alexander. Cesare, an dem nun die ganze Macht und das Überleben der Familie Borgia hing, gelang es nicht seine Eroberungen ohne seinen Vater zu halten. Die Familie Varano nahm schnell wieder Besitz von Camerino, so dass Giovannis Herzogtum nur noch auf dem Papier existierte, und die Borgia wurden in Rom von ihren Feinden eingekesselt. In dieser gefährlichen Situation ließ Cesare den vierjährigen Giovanni, Rodrigo Bisecglie und seine eigenen Kinder Gerolamo und Camilla vom belagerten Vatikan in die Engelsburg in Sicherheit bringen. Cesare wurde bald darauf jedoch in Spanien inhaftiert, und es ist nicht bekannt, wo Giovanni sich in den Jahren unmittelbar nach dem endgültigen Fall der Borgia aufhielt.
Offenbar sorgte Lucrezia, die sich als Herzogin von Ferrara auch nach dem Fall ihrer Familie halten konnte, für Giovannis Ausbildung und Erziehung. Im Februar 1506 findet sich erstmals wieder eine Spur von Giovanni. Aus einem Ausgabenregister Lucrezias geht hervor, dass er sich zu diesem Zeitpunkt zusammen mit ihrem Sohn Rodrigo Bisceglie in Bari aufhielt, wo Rodrigos Tante, Isabella von Aragon, Herzogin war. Die beiden Jungen hatten dort denselben Tutor namens Baldassar Bonfiglio. Im Oktober 1506 tauchte Giovanni in Carpi auf (vermutlich auf dem Sitz der Familie Pio), wohin er zusammen mit Cesares Sohn Girolamo gebracht worden war. Später im Jahr ließ Lucrezia ihn von dort zu sich nach Ferrara kommen, im November befand er sich aber schon wieder in Carpi, denn Lucrezia schickte ihm feines Linnenzeug dorthin.
Im Jahr 1508 war Giovanni wieder mit Rodrigo in Bari vereint; Lucrezia ließ Kleidung für beide schicken und beauftragte den neuen Lehrer der Jungen, Bartolommeo Grotto, für Giovanni eine Ausgabe von Vergil zu kaufen.

Alfonso d’Este, Herzog von Ferrara, Gatte Lucrezias und Giovanni Borgias Schwager

Für die Zeit nach Rodrigo Bisceglies Tod im Jahr 1512 ist Giovannis Aufenthaltsort nicht bekannt, eventuell nahm Lucrezia ihn aber zu sich nach Ferrara. Dort hielt er sich jedenfalls im Mai 1517 auf, denn einer seiner Männer tötete dort einen Knappen der Söhne des Herzogs. Herzog Alfonso, erbost über solch einen „grausamen und arroganten Fall“, war entschlossen ihn festzunehmen und verhaftete einige Diener Giovannis, die man verdächtigte, dem Schuldigen zur Flucht verholfen zu haben. Giovanni selbst verließ Ferrara und ging nach Rom, bevor Alfonso am 3. Juni aus Venedig zurückkehrte. Man vermutete, weil er „nicht länger das Ansehen des Herzogs genießt“. Auch Lucrezia war anscheinend verärgert über den Vorfall, doch sorgte sie sich stets um Giovannis Wohlergehen. Bereits Anfang September hieß es, Giovanni bekomme nun eine Pension vom französischen König Franz I. und werde nach Frankreich reisen.
Dies war sicher eine Idee Lucrezias. Sie schrieb Giovanni einen Empfehlungsbrief und ihr Agent berichtete, der französische König habe ihm gütig geantwortet wegen der „Gefälligkeit“, um die sie bat – vermutlich eine Stellung am französischen Hof für Giovanni. Auch Alfonso, der sich regelmäßig am französischen Hof aufhielt, versprach seiner Gattin brieflich: „Ich werde für ihn alles tun, was ich kann, aus Liebe zu Euch“. Im Dezember 1518 stellte er Giovanni in Paris dem König vor. Giovanni verkündete, dass er bereit sei jederlei Dienst zu leisten und der König, sowie seine Mutter „begrüßen ihn sehr liebenswürdig, wenn er ihnen täglich aufwartet“. Lucrezia dankte ihrem Mann für all die Fürsorge und Gunst, die er „diesem, meinem Bruder“ gezeigt hatte, aber in Frankreich ergab sich schließlich doch nichts für Giovanni. Am 21. Januar berichtete Lucrezias Agent: „Die großen Versprechen, die man Eurer Hoheit für Don Giovanni gemacht hat, scheinen mir äußerst kalt ausgeführt, und ich bezweifle, dass er wünschen wird, hier länger auf eigene Kosten zu bleiben.“ Es ist unbekannt, ob der junge Mann in Frankreich jemals Gunst oder Stellung erlangte.

### Versuchte Einklagung des Herzogtums
Nach Lucrezias Tod im Jahr 1519 ist für einige Jahre nichts mehr von Giovanni zu hören, erst 1530 taucht er als Prätendent des Herzogtums Camerino wieder auf. Er versuchte seinen Anspruch als erster Herzog Camerinos geltend zu machen, als 1527 die Erbfolge des Herzogtums unter den Varanos zwischen einer minderjährigen Tochter und einem Bastard des Hauses angefochten wurde. Er war offenbar im Dezember 1529 in dieser Angelegenheit zu Kaiser Karl V. in Bologna gereist. Dieser hatte ihm geraten, direkt in Rom beim Papst gerichtlich vorzugehen. Giovanni schrieb daraufhin an Alfonso d’Este und bat ihn um Unterstützung; Alfonso übergab ihm mehrere Schriftstücke aus Alexanders Zeit, die seine Rechte auf Camerino betrafen und die Lucrezia mit sich nach Ferrara genommen hatte. Giovannis Klage wurde von der römischen Rota jedoch zurückgewiesen und er musste die Prozesskosten tragen. Papst Clemens VII. verbot ihm 1532 sogar, die Varanos mit weiteren Ansprüchen zu belästigen.
In seiner Klage beschreibt Giovanni sich selbst als Orator des Papstes und wird domicellus romanus principalis genannt, woraus hervorgeht, dass er inzwischen eine Stellung am päpstlichen Hof innehatte und in Rom als ein vornehmer Herr lebte.

## Tod
Giovannis Tod geht aus einem Brief vom 19. November 1547 hervor, den ein ferraresischer Gesandter in Rom an den Herzog Ercole II. schrieb:

„Don Giovanni Borgia ist zu Genua gestorben; wie es heißt hatte er viele tausend Dukaten in Valencia angelegt. Hier (in Rom) hat er wenige Kleidungsstücke, zwei Pferde und einen Weinberg im Wert von etwa 300 Dukaten. Da er kein Testament gemacht hat, so wird seine Hinterlassenschaft Euer Exzellenz und Ihren Herren Brüdern zu einem Teile zukommen, zum andern den hiesigen Edelleuten Mattei, zum andern dem Herzog von Gandía [der Sohn Juan Borgias] und den Kindern des Herzogs von Valence [Cesare Borgias uneheliche Kinder Gerolamo und Camilla], wenn ihnen nicht der Umstand entgegensteht, dass sie natürliche Kinder sind. Ich werde nicht ermangeln, mich wegen der Gelder in Valencia zu erkundigen, und dann Euer Exzellenz davon benachrichtigen.“

## Darstellung in künstlerischen Bearbeitungen
Giovanni wird in vielen literarischen Bearbeitungen und Verfilmungen als Sohn Lucrezias dargestellt, entweder mit Perotto, Cesare, Juan oder dem Papst.
- In seinem Drama Lucrèce Borgia (1833) verarbeitet Victor Hugo die Gerüchte um Giovanni Borgia, indem er seiner Lucretia einen Sohn namens Gennaro gibt, der aus Inzest mit ihrem Bruder Juan hervorging
- In der BBC-Miniserie The Borgias (1981), taucht Giovanni als Lucrezias Sohn mit ihrem Vater auf.
- Im spanischen Film Los Borgia (2006) ist Giovanni der Sohn Lucrezias mit ihrem Liebhaber Perotto.
- In Mario Puzos Roman Die Familie (2002) ist Giovanni der Sohn Lucrezias mit ihrem Bruder Cesare.
- In der Fernsehserie Die Borgias ist Giovanni Lucrezias Sohn mit einem Liebhaber namens Paolo.
- In Hella Haasses Roman Die scharlachrote Stadt (S. Fischer, Frankfurt am Main 1955) versucht Giovanni das Geheimnis seiner Herkunft aufzuklären. Anfänglich vermutet er, dass er ein Sohn von Lucrezia ist. Am Ende ist er davon überzeugt, ein Sohn von Giulia Farnese und Alexander VI. zu sein.